# Nathan Page
Nathan Page,  (1971. augusztus 25. –)  ausztrál színész, szinkronszínész, korábbi kerékpárversenyző.

## Filmográfia

### Filmek
| Év   | Eredeti cím                       | Szerep               | Magyar cím                                       |
| ---- | --------------------------------- | -------------------- | ------------------------------------------------ |
| 2013 | Vote Yes                          | Howard               |                                                  |
| 2011 | Sleeping Beauty                   | Businessman          |                                                  |
| 2011 | Panic at Rock Island              | Matthew Cross        |                                                  |
| 2010 | Wicked Love: The Maria Korp Story | Detective Bradley    |                                                  |
| 2009 | The Boys Are Back                 | Headbutter           | Anyátlanok – Életed nagy kalandja felnőtté válni |
| 2009 | Accidents Happen                  | Sexy Man             |                                                  |
| 2008 | Scorched                          | Gavin                |                                                  |
| 2007 | Noise                             | Nigel Gower          |                                                  |
| 2006 | Alex's Party                      | Traficante de Drogas |                                                  |
| 2000 | Sample People                     | Len                  | Sample People                                    |
| 1999 | Strange Fits of Passion           | Simon                |                                                  |

### Televíziós sorozatok
- Miss Fisher rejtélyes esetei[4]